# 임진왜란 군대 목록
다음은 임진왜란 당시 조선, 일본, 명나라의 군대 현황을 정리한 것이다.

## 조선
총병력: 17만 2400명

### 육군

#### 경기도(1만 9300명)
- 전라도 병마절도사 최원: 400명
- 경기도 순찰사 권징: 400명
- 창의사 김천일†: 3000명
- 의병장 우성전: 2000명
- 전라도 순찰사 권율: 4000명
- 방어사 고언백: 2000명
- 순변사 이일: 600명
- 경기도 순찰사 성영: 3000명
- 조방장 홍계남: 3000명

#### 충청도(1만 1600명)
- 충청도 병마절도사 이옥: 2800명
- 평택현 등처의 장수들: 3000명
- 각지의 의병: 5000명

#### 경상좌도(3만 7000명)
- 경상좌도 순찰사 한효순: 1만 명
- 경상좌도 병마절도사 이각 → 고언백: 2만 5000명
- 의병장 성안: 1000명
- 의병장 신갑: 1000명

#### 경상우도(4만 명)
- 경상우도 순찰사 김수: 1만 5000명
- 경상우도 병마절도사 김성일 → 조대곤: 1만 5000명
- 의병장 정인홍: 3000명
- 의병대장 곽재우: 2000명
- 의병장 김면†: 5000명

#### 전라도(1만 명)
- 각처에 나누어 주둔한 조비군: 1만 명

#### 함경도(1만 200명)
- 함경도 병마절도사 성윤문: 5000명
- 함경도 평사 정문부: 5000명
- 함경도 별장 김우고: 100명
- 조방장 김신원: 100명

#### 강원도(2000명)
- 강원도 순찰사 강신: 2000명

#### 평안도(1만 5300명)
- 평안도 병마절도사 이일: 4400명
- 평안도 좌방어사 정희운: 2000명
- 평안도 우방어사 김응서: 7000명
- 의병장 이주: 300명
- 소모관 조호익: 300명
- 조방장 이사명: 1000명
- 수군장 김억추: 300명

#### 황해도(8800명)
- 황해도 좌방어사 이시언: 1800명
- 황해도 우방어사 김경로: 3000명
- 황해도 순찰사 이정암: 4000명

### 수군

#### 경상좌도(병력와해)
- 경상좌도수군절도사 박홍(→병조참판) → 원균†: 병력와해

#### 경상우도(병력와해)
- 경상우도수군절도사 원균†(→경상좌도수군절도사) → 배설: 병력와해

#### 전라좌도(5000명)
- 삼도수군통제사 겸 전라좌도수군절도사 이순신†: 5000명

#### 전라우도(1만 명)
- 전라우도수군절도사 이억기†: 1만 명

## 일본1(임진왜란)
- 육군: 15만 8800명
- 총합계: 16만 8250명
- 총병력(예비병력 포함): 24만 5050명

총 편성은 1군에서 16군까지 있지만 1군에서 9군까지 조선에 투입되었고 투입된 육군 병력 15만 8800명 중 8군 1만 명은 쓰시마섬에, 9군 1만 1500명은 이키섬에 대기하고 있었기 때문에 사실상 조선에 투입된 병력은 1군에서 7군까지였다.

### 제1군 고니시 유키나가(1만 8700명)
- 고니시 유키나가(제1군 대장): 7000명
  - 소 요시토시(부장, 고니시 유키나가의 사위): 5000명
  - 마쓰라 시게노부: 3000명
  - 아리마 하루노부: 2000명
  - 오무라 요시아키: 1000명
  - 고토 스미하루: 700명
  - 승려 게이테쓰 겐소

### 제2군 가토 기요마사(2만 2800명)
- 가토 기요마사(제2군 대장): 1만 명
  - 나베시마 나오시게: 1만 2000명
  - 사가라 요리후사: 800명

### 제3군 구로다 나가마사(1만 1000명)
- 구로다 나가마사(제3군 대장): 6000명
  - 오토모 요시무네: 5000명

### 제4군 모리 요시나리(1만 5000명)
- 모리 요시나리(제4군 대장): 2000명
  - 시마즈 요시히로: 1만 명
  - 다카하시 구로오: 1000명
  - 아키즈키 다네나가: 1000명
  - 이토 스케타카: 1000명

### 제5군 후쿠시마 마사노리(2만 2700명)
- 후쿠시마 마사노리(제5군 대장): 5000명
  - 도다 가쓰타카: 4000명
  - 하치스카 이에마사: 7200명
  - 조소카베 모토치카: 3000명
  - 이코마 지카마사: 3500명

### 제6군 고바야카와 다카카게(1만 5700명)
- 고바야카와 다카카게(제6군 대장): 1만 명
  - 다치바나 무네시게 : 2500명
  - 모리 히데카네: 1500명
  - 츠구시 고오몬: 900명
  - 다카하시 나오지: 800명

### 제7군 모리 데루모토(3만 명)
- 모리 데루모토(제7군 대장): 3만 명

### 제8군 우키타 히데이에(1만 명)
- 우키타 히데이에(제8군 대장): 1만 명

### 제9군 도요토미 히데가쓰(1만 1500명)
- 도요토미 히데카쓰(제9군 대장): 8000명
  - 호소카와 다다오키: 3500명

### 수군(9450명)
- 구키 요시타카: 1500명
- 도도 다카토라: 2000명
- 와키자카 야스하루: 1500명
- 가토 요시아키: 1000명
- 구와야마 마사하루: 1000명
- 구루시마 미치후사: 700명
- 스가이 에몬쇼우: 250명
- 호리우치  요지요사: 850명
- 스기와카 덴사부로: 650명

## 일본2(정유재란)

### 제1군 가토 기요마사(1만 명)
- 가토 기요마사: 1만 명

### 제2군 고니시 유키나가(1만 4000명)
- 고니시 유키나가: 1만 4000명

### 제3군 구로다 나가마사(1만 명)
- 구로다 나가마사: 1만 명

### 제4군 나베시마 나오시게(1만 2000명)
- 나베시마 나오시게: 1만 2000명

### 제5군 시마즈 요시히로(1만 명)
- 시마즈 요시히로: 1만 명

### 제6군 조소카베 모토치카(1만 3000명)
- 조소카베 모토치카: 1만 3000명

### 제7군 하치스카 이에마사(1만 3000명)
- 하치스카 이에마사: 1만 3000명

### 제8군 모리 데루모토, 우키타 히데이에(4만 명)
- 모리 데루모토: 3만 명
- 우키타 히데이에: 1만 명

총병력: 12만 2000명

## 명나라

### 지휘
- 경략군문(經略軍門) 병부시랑(兵部侍郞) 송응창(宋應昌)
- 제독군무(提督軍務) 도독동지(都督同知) 이여송(李如松)

### 좌군
- 좌협대장(左協大將) 부총병(副摠兵) 양호(楊鎬)
- 부총병(副摠兵) 왕유익(王有翼)
- 부총병(副摠兵) 왕유정(王維貞)
- 참장(參將) 이여매(李如梅)
- 참장(參將) 이여오(李如梧)
- 참장(參將) 양소선(楊紹先)
- 부총병(副摠兵) 사대수(査大受)
- 부총병(副摠兵) 손수렴(孫守廉)
- 참장(參將) 이녕(李寧)
- 유격장군(遊擊將軍) 갈봉하(葛逢夏)

### 중군
- 중협대장(中協大將)부총병(副摠兵) 이여백(李如栢)
- 중군비어(中軍備禦) 참장(參將) 방시춘(方時春)
- 부총병(副摠兵) 임자강(任自强)
- 참장(參將) 이방춘(李方春)
- 유격장군(遊擊將軍) 고책(高策)
- 유격장군(遊擊將軍) 전세정(錢世禎)
- 유격장군(遊擊將軍) 척금(戚金)
- 유격장군(遊擊將軍) 주홍모(周弘謨)
- 유격장군(遊擊將軍) 방시휘(方時輝)
- 유격장군(遊擊將軍) 고승(高昇)
- 유격장군(遊擊將軍) 왕문(王問)

### 우군
- 우협대장(右協大將) 부총병(副摠兵) 장세작(張世爵)
- 부총병(副摠兵) 조승훈(祖承訓)
- 유격장군(遊擊將軍) 오유충(吳惟忠)
- 유격장군(遊擊將軍) 왕필적(王必迪)
- 참장(參將) 조지목(趙之牧)
- 참장(參將) 장응충(張應忠)
- 참장(參將) 낙상지(駱尙志)
- 참장(參將) 진방철(陳邦哲)
- 유격장군(遊擊將軍) 곡수(谷燧)
- 유격장군(遊擊將軍) 양심(梁心)

### 후발대
- 부총병(副摠兵) 이평호(李平胡)
- 원임장(原任將) 장기공(張奇功)
- 유격장군(遊擊將軍) 송대윤(宋大贇)
- 유격장군(遊擊將軍) 엽방영(葉邦榮)
- 유격장군(遊擊將軍) 조문명(趙文明)
- 유격장군(遊擊將軍) 고철(高徹)
- 유격장군(遊擊將軍) 시조경(施朝卿)

### 병력
- 1차: 조승훈, 3000명
- 2차: 이여송, 4만 3000명
- 3차: 유정, 10만 명
- 4차: 만세덕, 14만 명
- 총병력: 28만 6000명